# إدوارد ك. مان
إدوارد ك. مان (بالإنجليزية: Edward C. Mann)‏ هو محامي وسياسي أمريكي، ولد في 21 نوفمبر 1880 في الولايات المتحدة، وتوفي في 11 نوفمبر 1931. حزبياً، نشط في الحزب الديمقراطي. وقد انتخب عضو مجلس النواب الأمريكي.